# تشوه توافقي كلي

صورة متحركة لموجة مربعية مع عدد متزايد من التوافقيات.

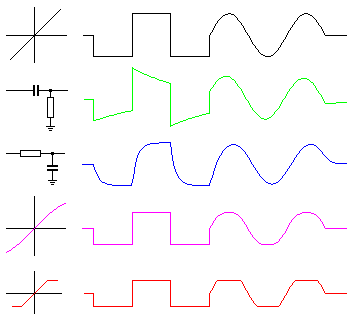
مثال تشوه الموجة بانواعها.

التشوه التوافقي الكلي هو مقياس يستخدم للتعبير عن النسبة المئوية للتوافقيات في الاشارات، حيث كلما قل هذا المقياس تكون الإشارة بدون تشوهات (أي بدون توافقيات), ويعرف هذا المقياس بانه نسبة مجموع قدرات لجميع التوافقيات إلى قدرة التردد الرئيسي. 
وتظهر هذه التشوهات في الاشارات من استخدام الاجهزة أو الاحمال الغير خطية في النظام سواء في انظمة القوة أو انظمة الاتصالات أو أي نظام كهربائي اخر، وينتج عن هذه التشوهات اضرارا في هذه الانظمة كما في نظام القوة حيث ان ارتفاع نسبة هذه التشوهات (التوافقيات) يؤدي إلى زيادة الفقد في النظام وزيادة حرارة النواقل (اسلاك) مما يؤدي على خطورة تلف هذه النواقل، وفي نظم الاتصلات قد يؤدي إلى تداخل الاشارات مع بعضها وعدم استقبال الإشارة المطلوبة.